# Ligne 5 du métro de Shanghai
 (juin 2017).
Si vous disposez d'ouvrages ou d'articles de référence ou si vous connaissez des sites web de qualité traitant du thème abordé ici, merci de compléter l'article en donnant les références utiles à sa vérifiabilité et en les liant à la section « Notes et références ».
Pour les articles homonymes, voir Ligne 5.
La ligne 5 du métro de Shanghai est une des douze lignes du réseau métropolitain de la ville de Shanghai, en Chine.

## Connection
- La ligne Jinshan (train de banlieue «à grande vitesse») est relié à la ligne 1.